# Супровід через ракету
Супровід через ракету  (тж. Телекерування від другої особи, англ. Track-Via-Missile) — метод наведення керованої ракети, який поєднює у собі елементи напівактивного самонаведення та радіокомандного керування. Система наведення складається з наземної (корабельної) станції наведення і ракети, яка має власні приймальну антену і ретранслятор.

## Принцип наведення
Як і при напівактивному самонаведенні, ціль опромінюється наземною (корабельною) радарною станцією, а сигнал-відлуння приймається антеною ракети. На відміну від напівактивного самонаведення, сама ракета не виконує розрахунок траєкторії, а ретранслює отриману інформацію на наземну станцію, яка обробляє її і надсилає на ракету сигнали радіокерування.

## Переваги
- На відміну від активного самонаведення, ракета не виявляє себе власним радіоопроміненням. Противник може засікти лише опромінення від наземної станції, але воно нічого не каже про те, що йде перехоплення і якої цілі.
- На відміну від активного та напівактивного самонаведення, не потребує на ракеті бортового обчислювача, що значно знижує вартість і вагу ракети. Велика потужність обчислювача наземної станції дозволяє наводити ракети за оптимальною траєкторією, використовуючи більш досконалі алгоритми наведення. Крім того, цей метод наведення дозволяє оператору наземної станції втручатися у процес перехоплення на будь-якій стадії, включаючи термінальну.
- На відміну від радіокомандного наведення, за рахунок того, що приймаюча антена  ракети знаходиться ближче до цілі, а потужність ретранслятора ракети більше потужності відлуння сигналу від цілі, наземна станція отримує більш точну і більш захищену від перешкод інформацію.
- При наведенні через ракету для станції зберігається можливість отримання сигналу, безпосередньо відбитого від цілі. Порівняння цього сигналу з сигналом, який ретранслює ракета, дозволяє приймати контрзаходи проти деяких методів електронної протидії з боку противника.

При наведенні

## Недоліки
- Уразливість ретранслятора ракети від перешкод і електронної протидії.
- Необхідність для станції наведення повністю контролювати процес перехоплення з моменту старту і до зустрічі ракети з ціллю.
- Не можливість перехоплення цілі в разі, якщо між нею і станцією наведення з'являються будь-які природні перешкоди (наприклад, пагорб), або ціль виходить із зони дії радара.

## Приклади застосування
Метод наведення через ракету використовується багатьма сучасними ЗРК:
- Росія — С-300 та його корабельний варіант «Форт» (ракети 5В55РМ, 48Н6Е, 48Н6Е2)
- США — «Петріот»
- КНР — HQ-9